# Вчительська вулиця (Київ)
Вчи́тельська ву́лиця — вулиця в Солом'янському районі міста Києва, селище Жуляни. Пролягає від вулиці Сергія Колоса до вулиці Морських Піхотинців.

## Історія
Виникла, ймовірно, не раніше кінця 40-х років XX століття як одна з нових вулиць села Жуляни (куток Греківщина), під такою ж назвою.